# Aphaostracon hypohyalinum
Aphaostracon hypohyalinum е вид коремоного от семейство Hydrobiidae. Видът е незастрашен от изчезване.

## Разпространение
Разпространен е в САЩ (Флорида).